# Detmold
Detmold er en by i Tyskland i delstaten Nordrhein-Westfalen med 74.835(2023) indbyggere. Byen var hovedstad i det lille fyrstendømme Lippe fra 1468 til 1918 og derefter i fristaten Lippe frem til 1947. I dag er byen administrativt sæde for kreisen Lippe og regierungsbezirk Detmold.

## Historie

### Middelalderen
Detmold blev først nævnt i 783 som Theotmalli, og i 1005 blev området (Gau) Tietmelli eller Theotmalli nævnt i skriftlige kilder. I 1263 byggede Bernard III af Lippe et fæstningsværk rundt om bosætningen, hvor handelsruten mellem Paderborn og Lemgo krydsede floden Werre. Han opførte stenmure og gav stedet kommunerettigheder. Befolkningstallet i 1305 blev rapporteret til 305. Handelsrettigheder blev givet i 1265, noget som førte til stor økonomisk vækst. Forsvarsværkerne blev udbygget, da byen blev kraftigt ødelagt under en konflikt med Soest i 1447. En storbrand i 1547 ødelagde mere end 70 huse.
I 1550 blev Detmold fast residens for greve Simon III af Lippe. Greverne blev promoveret til fyrster i 1789, og Detmold blev hovedstad i det lille fyrstedømme frem til slutningen af Første Verdenskrig i 1918, da alle monarkierne i Tyskland blev afskaffet ved Novemberrevolutionen.

### Moderne tider
Under greve Friederich Adolf blev byen udvidet sydover fra 1701 og fremover. For at kunne vokse videre blev fæstningsmurene og voldgravene fjernet i 1720, men portene og tårnene stod frem til 1780'erne. I 1809 blev gadelys introduceret. I 1835 blev byen den mest folkerige i Lippe med over 4.000 indbyggere. Den voksede til 12.000 indbyggere i 1900 og over 30.000 i 1950.
Fra 1919 til 1947 var Detmold hovedstad i Fristaten Lippe. Da Lippe blev en del af den nye tyske stat, blev området en del af Nordrhein-Westfalen og administrationssæde i kreisen Lippe. Under den administrative reform i 1970 blev 25 nærliggende landsbyer en del af byen.